# Municipio de Maple (Minnesota)
El municipio de Maple (en inglés: Maple Township) es un municipio ubicado en el condado de Cass en el estado estadounidense de Minnesota. En el año 2010 tenía una población de 377 habitantes y una densidad poblacional de 3,98 personas por km².

## Geografía
El municipio de Maple se encuentra ubicado en las coordenadas 46°35′50″N 94°28′10″O / 46.59722, -94.46944. Según la Oficina del Censo de los Estados Unidos, el municipio tiene una superficie total de 94.8 km², de la cual 94,12 km² corresponden a tierra firme y (0,72 %) 0,68 km² es agua.

## Demografía
Según el censo de 2010, había 377 personas residiendo en el municipio de Maple. La densidad de población era de 3,98 hab./km². De los 377 habitantes, el municipio de Maple estaba compuesto por el 97,61 % blancos, el 0,27 % eran afroamericanos y el 2,12 % eran de una mezcla de razas. Del total de la población el 0,53 % eran hispanos o latinos de cualquier raza.